# EZ Publish
eZ Publish je svobodný open source CMS vyvinutý Norskou společností eZ Systems, dostupný jak pod GPL licencí, tak pod proprietárními, komerčními licencemi eZ Systems.
Až do verze 3.10 běžel eZ Publish pod PHP 4, nejnovější verze, eZ Publish 4.0 je napsaná pro PHP 5.
eZPublish má svůj vlastní template a cache systém.
K dispozici je velký počet rozšíření jak od eZ Systems (eZ Flow, eZ Find, eZ Newsletter), tak od uživatelů ( Archivováno 25. 2. 2008 na Wayback Machine.).